# Starosta
Lo starosta (pronuncia: /'starosta/; cirillico: cтароста, da старый, staryj, anziano) è un titolo che indica uno status oppure una posizione di leadership, ufficiale o meno, utilizzato in vari contesti durante gran parte della storia dei popoli slavi. In Russia ed in altre nazioni slave come la Polonia o l'Ucraina viene usato per indicare un capo di una fazione o più in generale la parola governo. Attualmente viene usato come sindaco, ma veniva utilizzato anche ai tempi della servitù della gleba per indicare un capo elettivo di una fazione di contadini. Il termine si trova in numerose opere russe come Guerra e pace, Anna Karenina etc.

## Significati storici
1. All'inizio del Medioevo lo starosta era il capo della comunità slava; in Russia la parola fu utilizzata fino all'inizio del XX secolo per denotare il capo eletto dell'obščina.
2. Dal XIV secolo, lungo tutto il periodo della Confederazione polacco-lituana fino alle spartizioni della Polonia del 1795, lo starosta fu un ufficiale reale. Esistevano diversi tipi di starosta:
  - starosta generalny era l'ufficiale per l'amministrazione di una prowincja: poteva essere sia un rappresentante del Re o del Granduca, che una persona già in carica.
  - starosta grodowy era un ufficiale responsabile della contea (distretto) per argomenti fiscali, polizia, tribunale ed era responsabile dell'esecuzione dei verdetti giudiziari.
  - starosta niegrodowy era il supervisore delle Terre della Corona.
3. In Galizia e Bucovina sotto il dominio austriaco, lo starosta supervisionava l'amministrazione della contea.
4. In Polonia, dal 1918 al 1939 e dal 1944 al 1950, lo starosta fu il capo dell'amministrazione della distretto, subordinato al voivoda.
5. In Polonia dal 1º gennaio 1999 lo starosta è il capo del potere esecutivo del distretto (zarząd powiatu), e capo dell'amministrazione del distretto (starostwo powiatowe). Viene eletto dal Consiglio del distretto (rada powiatu).
6. Lo starosta è il Maestro Cerimoniere nel matrimonio tradizionale carpatico-rusyn e polacco.
7. Lo starosta era il capo di diverse comunità: starosta della chiesa, ecc.
8. In Repubblica Ceca e Slovacchia, starosta è il titolo del sindaco di una città o di una frazione (i sindaci delle città maggiori utilizzano il titolo primátor).
9. In Lituania, dal 1991, starosta (in lituano: seniūnas) è il titolo del capo di una provincia.